# Kanton Štrasburk-10
Kanton Štrasburk-10 (fr. Canton de Strasbourg-10) byl francouzský kanton v departementu Bas-Rhin v regionu Alsasko. Tvořila ho pouze část města Štrasburk (čtvrti Neuhof a Port du Rhin). Zrušen byl po reformě kantonů 2014.